# ماثيو كاي
ماثيو كاي (9 نوفمبر 1982 في المملكة المتحدة - ) (بالإنجليزية: Matthew Kay)‏ هو لاعب كريكت بريطاني. لعب مع Cambridgeshire County Cricket Club ‏ ونادي جامعة كامبريدج للكريكيت ‏.

## وصلات خارجية
- ماثيو كاي على موقع إي آس بي آن كريك إنفو (الإنجليزية)